# Powołowe
Powołowe – danina pobierana na ziemiach polskich przez władcę od chłopów w naturze. Był to główny podatek składany przez ludność wsi. Na wysokość powołowego wpływ miała ilość sprzężaju przypadającego na gospodarstwo. A ponieważ siłą pociągową były wówczas głównie woły – stąd nazwa daniny. Od XIII w. zamiast powołowego było pobierane poradlne.